# Salomé Zourabichvili
Salomé Zourabichvili (efternavnet er også skrevet Zurabisjvili eller Zurabishvili; georgisk: სალომე ზურაბიშვილი; født 18. marts 1953 i Paris) er en franskfødt georgisk diplomat og politiker. Efter en karriere i fransk udenrigstjeneste, var hun fra 2004 til 2005 udenrigsminister i Georgien. I 2018 blev hun valgt til præsident, som den den første kvinde i dette embede i Georgien. Hun blev indsat i præsidentembedet 16. december 2018.

## Liv og virke

### Baggrund
Zourabichvili blev født i en georgisk indvandrerfamilie i Frankrig. Familien flygtede i 1921 efter at Georgias korte selvstændighedsperiode endte med sovjetrussisk invasion. Forfatteren og politikeren Niko Nikoladze var hendes oldefar, Hendes bedstefar Ivane Zourabichvili var også politiker, og den franske historiker Hélène Carrère d'Encausse (født Zourabichvili) var hendes niece.
Zourabichvili studerede ved Institut d'études politiques de Paris fra 1969 til 1972. Fra 1972 til 1973 studerede hun ved Columbia University i USA.
Zourabichvili var gift med journalisten Janri Kachia (1939–2012).
Hun har georgisk og fransk som modersmål, taler engelsk og italiensk flydende og har grundlæggende færdigheder i russisk og tysk.

### Diplomatisk karriere for Frankrig
I 1974 begyndte hun på en karriere i den franske udenrigstjeneste. Foruden tjeneste i udenrigsministeriet i Paris, har hun været udstationeret i Italien (1974–1977), ved Frankrigs faste delegation ved FN i New York (1977–1980), ved den franske ambassade i Washington, D.C. i USA (1984–1988), ved Organisationen for sikkerhed og samarbejde i Europa (OSCE) i Wien (1988–1989), ved ambassaden i Tchad (1990–1993) og ved de franske repræsentationer ved NATO og Den Vesteuropæiske Union (WEU) i Bruxelles. I september 2003 blev hun Frankrigs ambassadør i Georgien.

### Georgias udenrigsminister
Kort tid efter at hun blev Frankrigs ambassadør i Tbilisi, gav landets præsident Mikheil Saakasjvili hende georgisk statsborgerskab og udnævnte hende i marts 2004 til udenrigsminister i Georgien. Som udenrigsminister reformerede Zourabichvili ministeriet og forsøgte at etablere en mere professionel udenrigstjeneste. I maj 2005 fik hun en aftale i stand med Rusland om tilbagetrækning af russiske tropper fra georgisk territorium.
Zourabichvili kom imidlertid på kant med præsident Saakasjvili og protesterede mod hans forsøg på at hindre det diplomatiske arbejde hun gjorde. Hun havde også problemer med parlamentet, som blandede sig i udnævnelsen af ambassadører. I oktober 2005 afsattet Saakasjvili hende som udenrigsminister.

### Georgisk politik og internationalt diplomati
Zourabichvili gik derefter ind i georgisk politik og etablerede i januar 2006 partiet Georgiens Vej. Partiet var fra 2007 til 2009 en del af oppositionsalliancen, der udfordrede Forenet National Bevægelse. Zourabichvili gik af som partileder i 2010.
Hun var derefter koordinator for det ekspertpanel som FN udnævnte i forbindelse med sanktionerne mod Iran på grund af landets atomvåbenprogram. Zourabichvili repræsenterede Frankrig i dette arbejde.
Fra 2006 har Zourabichvili været tilknyttet Institut d'études politiques de Paris (Sciences Po).
I 2013 ønskede Zourabichvili at stille op til præsidentvalget, men blev afvist af valgkommissionen på grund af hendes dobbelte statsborgerskab. Ved parlamentsvalget i 2016 blev hun valgt som løsgænger, men støttet af Georgisk Drøm – Demokratisk Georgien fra valgkreds nr. 1 Mtatsminda i Tbilisi.

### Præsidentvalget i 2018
I 2018 stillede Zourabichvili op som løsgænger til præsidentvalget. Kandidaturet blev støttet af Georgisk Drøm – Demokratisk Georgien. I den forbindelse gav hun afkald på sit franske statsborgerskab.
Blandt de andre kandidater blev Grigol Vashadze anset som den vigtigste konkurrent. Begge kandidater ønskede, at Georgien skulle blive medlem af EU og NATO. Efter at 99 % af stemmerne i første valgrunde var talt op, stod det klart, at Zourabichvili lå til at få 38,66 % af stemmerne og Vashadze 37,7 %. En anden valgrunde var nødvendig for at afgøre hvem som skulle være præsident. Den 28. november 2018 vandt Zourabichvili præsentvalget med med 59,5 % af stemmerne mod 40,5 % til sin rival, Vashadze. Hun blev den første kvinde, det blev valgt til præsident i Georgien.
Tilhængere af Vashadze protesterede mod valgresultatet og hævdede, at det var manipuleret. Den internationale valgobservation udført af OSCE fandt, at valget var frit og velgennemført, men at den kandidat, der blev støttet af regeringen, blev favoriseret.
Zourabichvili blev indsat i præsidentembedet 16. december 2018. Ceremonien blev holdt i det gamle kongelige palads i Telavi i Kakheti-regionen i den østlige del af landet.

### Udmærkelser
Zourabichvili blev i 2003 ridder af den franske Æreslegion.

## Værker
- Salomé Zourabichvili: Une femme pour deux pays, Paris: Grasset & Fasquelle, 2006
- Salomé Zourabichvili: Fermer Yalta, Paris: Institut d'Etudes de Sécurité, 2007
- Salomé Zourabichvili: La démocratisation en Géorgie à l'épreuve des élections, Paris: CERI, Sciences po, 2007
- Salomé Zourabichvili: Les cicatrices des nations. l'Europe malade de ses frontières, Paris: Bourin, 2008
- Salomé Zourabichvili: La tragédie géorgienne, 2003–2008, Paris: Grasset, 2009
- Salomé Zourabichvili: L'exigence démocratique. Pour un nouvel idéal politique, Paris: F. Bourin, 2011